# Не рак (Доктор Хаус)
«Не рак» (англ. Not Cancer)  — друга серія п'ятого сезону американського телесеріалу «Доктор Хаус». Прем'єра епізоду проходила на каналі FOX 16 вересня 2008. Доктор Хаус і його нова команда мають врятувати жінку, чий донор передав їй смертельну хворобу.

## Сюжет
Тенісистка, будівельник, боксер і музикант раптово помирають. Їх об'єднує лише чоловік, який став донором для їх органів. Єдині, хто вижили — це Еппл, жінка, якій п'ять років тому пересадили рогівку ока, і Френк, чоловік похилого віку. Останній може померти будь-якої хвилини, але жінка поки що почуває себе здоровою. Хаус вважає, що це рак, але якби донор, який нещодавно помер, був хворий на рак, то він би не вразив чотири різні органи. Хаус все одно наказує перевірити будинок, офіс і самого донора, зробити померлим повторний розтин і аналізи на рак. Невдовзі команда розуміє, що праве око Еппл відмовляє. Хаус вважає, що проблема не в оці, а в мозку. Під час перевірки зору у пацієнтки починається галюцинація, що вказує на те, що Хаус правий і проблема в мозку.
Хаус наймає приватного детектива Лукаса, щоб той дізнався всю інформацію, яка стосується донора. Він повідомляє, що чоловік виїжджав до Мадриду і Багам. Хаус наказує зробити жінці біопсію мозку, але команда не хоче цього робити через те, що через помилку вона може стати овочем. Єдиний варіант зробити біопсію Френку, який невдовзі помре. Проте чоловік помирає і команда робить розтин. Результат нічого не дає. Катнер пропонує свою версію: перфорація кишечнику. Хаус наказує зробити колоноскопію 4-річній дочці донора, у якої почав боліти живіт. Проте результат виявляється негативним. Катнер розуміє, що негативна колоноскопія ще не означає, що його версія хибна. Тому він пропонує провести специфічну процедуру з кишечником Френка, але і вона нічого не показує. Хаус повертається до своєї версії й пропонує пацієнтці підписати дозвіл на хімієтерапію від раку.
Після лікування жінці стає краще, проте Хаус розуміє, що у неї не рак. Жінка казала йому, що світ здається їй бридким. Тепер Хаус зрозумів, що її мозок насправді не мозок. Він йде до Кадді по дозвіл зняти верх черепа. У донора були стовбурові клітини, які передались людям через кров. Кадді не дає дозвіл і ставить охорону біля палати Еппл. Хаус користується допомогою Лукаса і спричиняє зупинку серця. Кадді дає дозвіл на операцію на якій хірурги виявили аномальну частину мозку і видалили її.